# هشام بن العاص

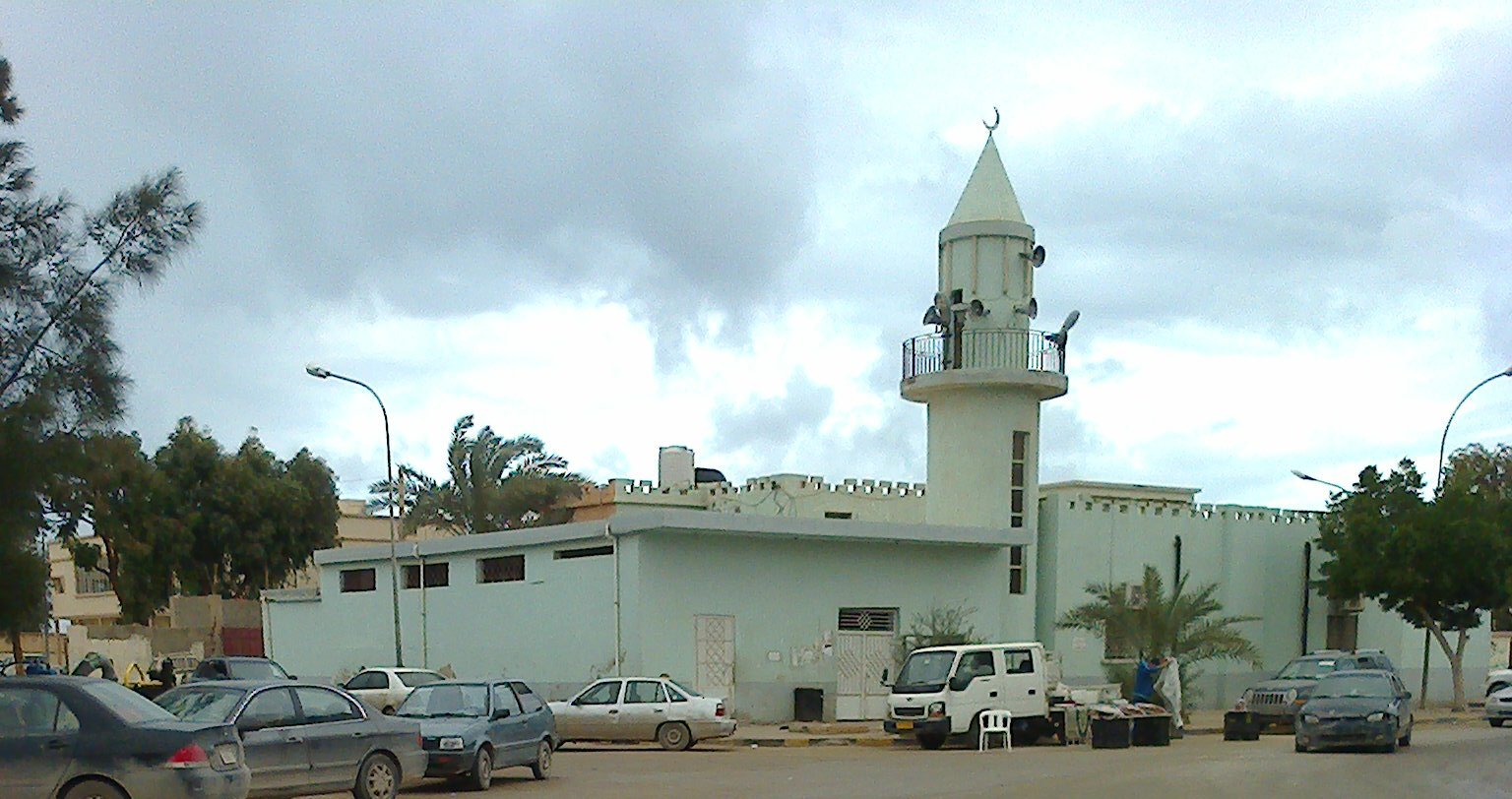
مسجد «هشام بن العاص» في بنغازي

هشام بن العاص بن وائل السهمي صحابي، أبوه العاص بن وائل السهمي وأخو الصحابي عمرو بن العاص وابن أخت عمرو بن هشام بن المغيرة.

## سيرته
أسلم بمكة قديماً، وهاجر إلى الحبشة في الهجرة الثانية. عاد إلى مكة حين علم بهجرة النبي محمد إلى المدينة للحاق به، لكن سجنه أبوه، وقومه. رحل إلى المدينة بعد غزوة الخندق، وشارك في المعارك الأخرى.
قال ابن سعد: «كان هشام قديم الإسلام بمكة، وهاجر إلى الحبشة، ثم رد إلى مكة إذ بلغه أن النبي ﷺ قد هاجر ليلحق به، فحبسه قومه بمكة، ثم قدم بعد الخندق مهاجرا وشهد ما بعدها، وكان عمرو أكبر منه لم يعقب». وعن عمرو بن حكام قال حدثنا شعبة، عن عمرو بن دينار، عن أبي بكر بن حزم، عن عمه، عن النبي قال: «ابنا العاص مؤمنان». وروى القعنبي قال: حدثنا ابن أبي حازم، عن أبيه، عن عمرو بن شعيب، عن أبيه، عن ابني العاص، قالا: «ما جلسنا مجلسا كنا به أشد اغتباطا من مجلس ، جئنا يوما ، فإذا أناس عند الحجر يتراجعون في القرآن ، فاعتزلناهم ، ورسول الله ﷺ خلف الحجر يسمع كلامهم، فخرج علينا مغضبا، فقال: أي قوم بهذا ضلت الأمم قبلكم باختلافهم على أنبيائهم، وضربهم الكتاب بعضه ببعض». قال ابن عيينة قالوا لعمرو بن العاص أنت خير أم أخوك هشام قال: أخبركم عني وعنه، عرضنا أنفسنا على الله، فقبله وتركني.

## وفاته
قُتل يوم أجنادين، أو يوم اليرموك.